# Nick Barmby
Nicholas Jonathan Barmby, detto Nick (Hull, 11 febbraio 1974) è un ex calciatore, allenatore di calcio e dirigente sportivo inglese, di ruolo centrocampista o attaccante.

## Biografia
Suo figlio, Jack Barmby, è anch'egli calciatore, così come lo è stato suo padre Jeff.

## Carriera

### Club
Cresciuto nell'Ovest di Hull, ha giocato nello Springhead e nel National Tigers da ragazzo, mostrando subito grande talento.
Barmby decise di firmare, alla fine degli studi, per il Tottenham, dove nel 1992/93 era nella rosa della prima squadra, quando aveva solo 18 anni. Ha giocato 100 partite e segnato 27 goal per gli Spurs, arrivando per 2 volte in semifinale di FA Cup. È passato al Middlesbrough per 5,25 milioni di sterline nel giugno 1995. È stato al Middlesbrough per 17 mesi, prima di passare nell'ottobre 1996 all'Everton, pagato 5,75 milioni. Dopo 4 stagioni, Barmby passa al Liverpool per 6 milioni. È la prima volta in 41 anni che l'Everton vende un giocatore al Liverpool.
A Liverpool ha avuto i migliori successi nel 2000/01, segnando 10 gol in tutto. Problemi fisici però lo portando alla cessione definitiva al Leeds Utd per 2,75 milioni. Da febbraio a marzo 2004 è al Nottingham Forest dopodiché è tornato nella squadra del suo paese, l'Hull City. Ha contribuito con 9 gol alla promozione in Football League Championship della squadra.

### Nazionale
In nazionale ha collezionato 23 presenze e 4 goal tra il 1995 e il 2001, partecipando a 2 campionati europei (precisamente a quello casalingo del 1996 e quello di Belgio-Olanda del 2000).

## Palmarès

### Giocatore

#### Competizioni nazionali
- Coppa d'Inghilterra: 1

Liverpool: 2000-2001
- Coppa di Lega inglese: 1

Liverpool: 2000-2001
- Charity Shield: 1

Liverpool: 2001

#### Competizioni internazionali
- Coppa UEFA: 1

Liverpool: 2000-2001